# コルネリス・デッケル
コルネリス・ヘリッツゾーン・デッケル（Cornelis Gerritsz. Decker、1619年頃 - 1678年）はオランダの画家である。

## 略歴
ハールレムに生まれたとされる。1640年にハールレムの聖ルカ組合に入会した画家のダヴィド・デッケル(David Decker)の兄と考えられている。有名な風景画家、ヤーコプ・ファン・ロイスダール(c.1628-1682)の叔父の画家サロモン・ファン・ロイスダール(1602-1670)の弟子であったと推定されていて、1643年以前にハールレムの聖ルカ組合に入会した。ヤーコプ・ファン・ロイスダールを中心とするハールレムの風景画家たちの一人として活動した。
デッケルのよく知られている作品としてはプラド美術館蔵の「羊飼いのいる風景」やアムステルダム国立美術館蔵の「機織りの仕事場」などがある。室内画も描いたが、建物が描かれた風景画を得意とした。当時一般的に風景画家と人物画家の共作が行われていて、人物画の得意な、ヨハネス・リンゲルバッハやフィリップス・ワウウェルマン、アドリアーン・ファン・オスターデといった画家によってデッケルの描いた風景画に人物が書き加えられた。

## 作品

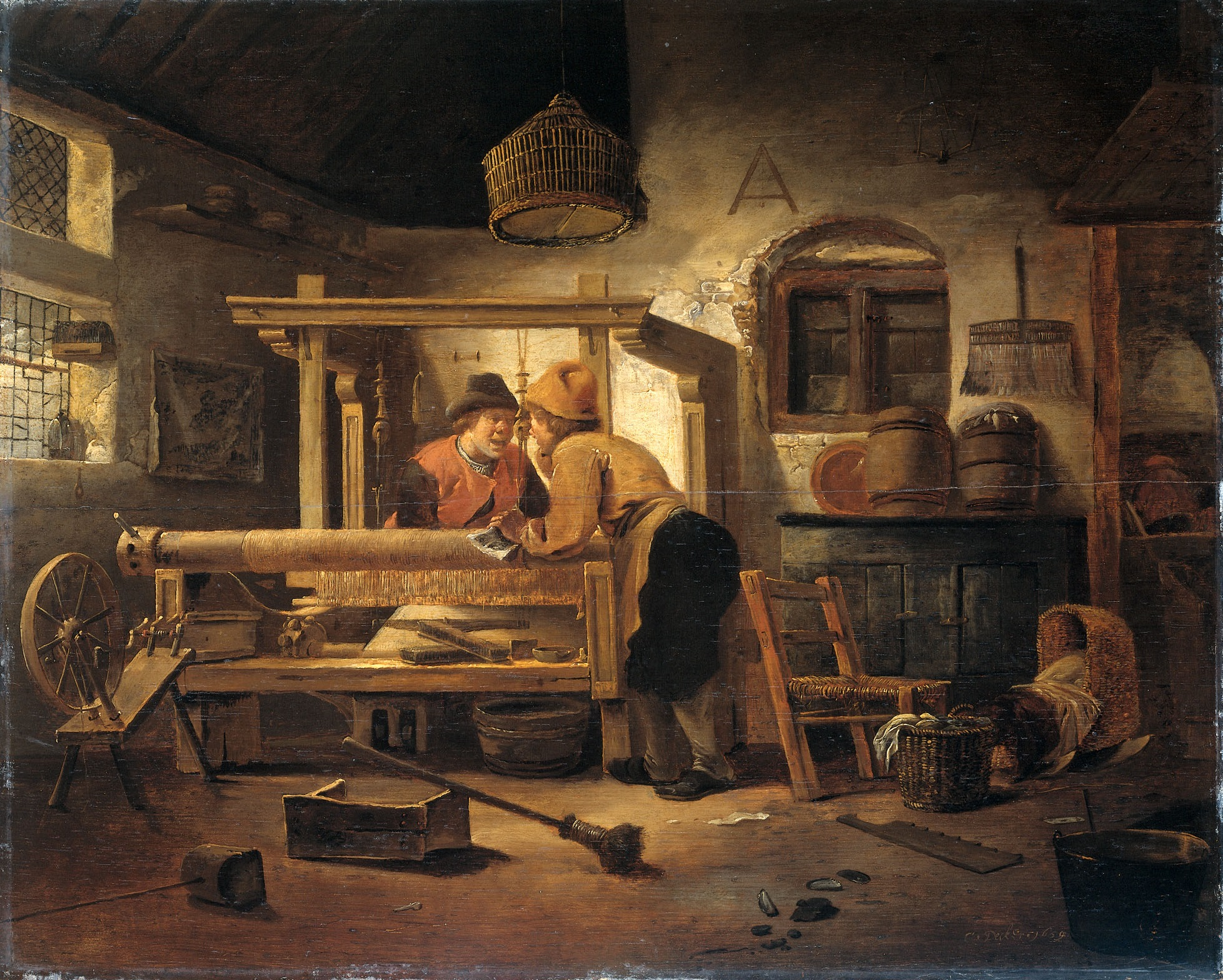
「機織りの仕事場」(1659) アムステルダム国立美術館蔵
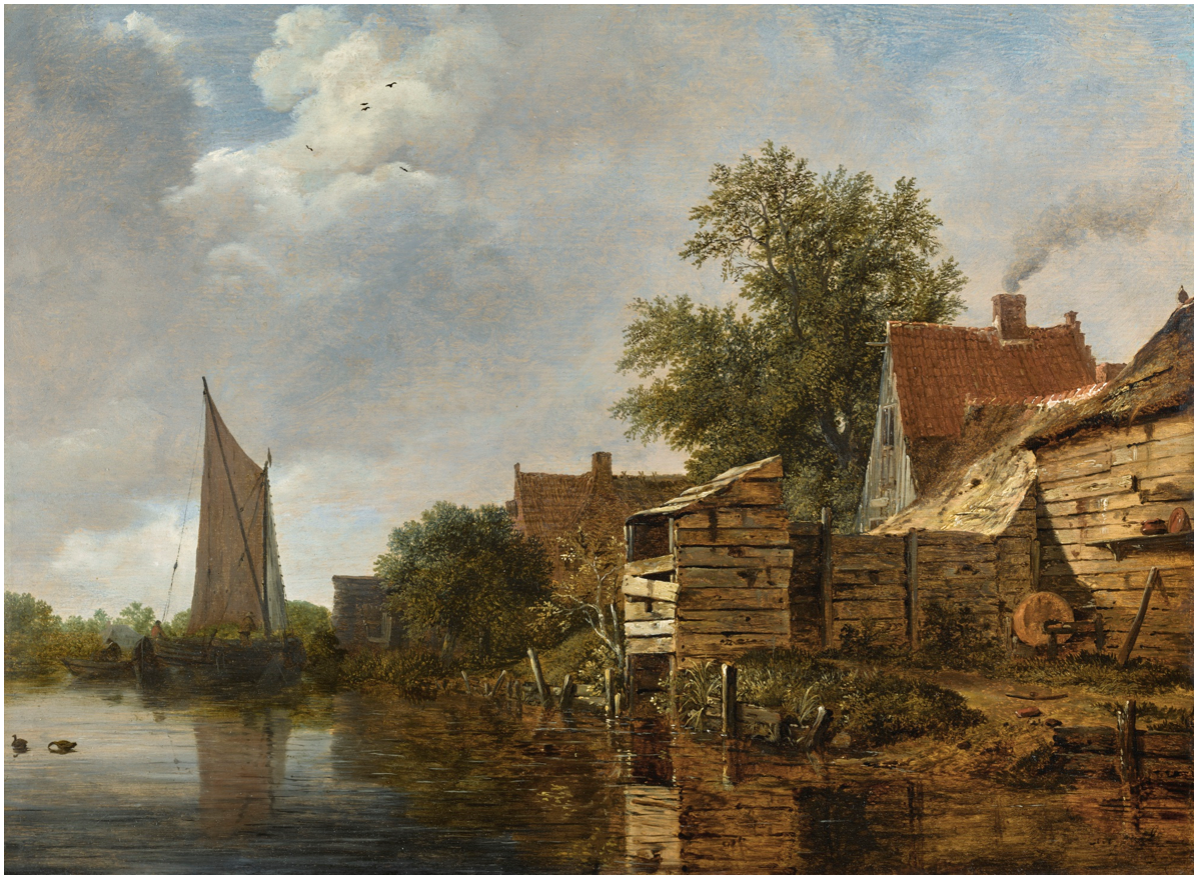
運河のそばの農家
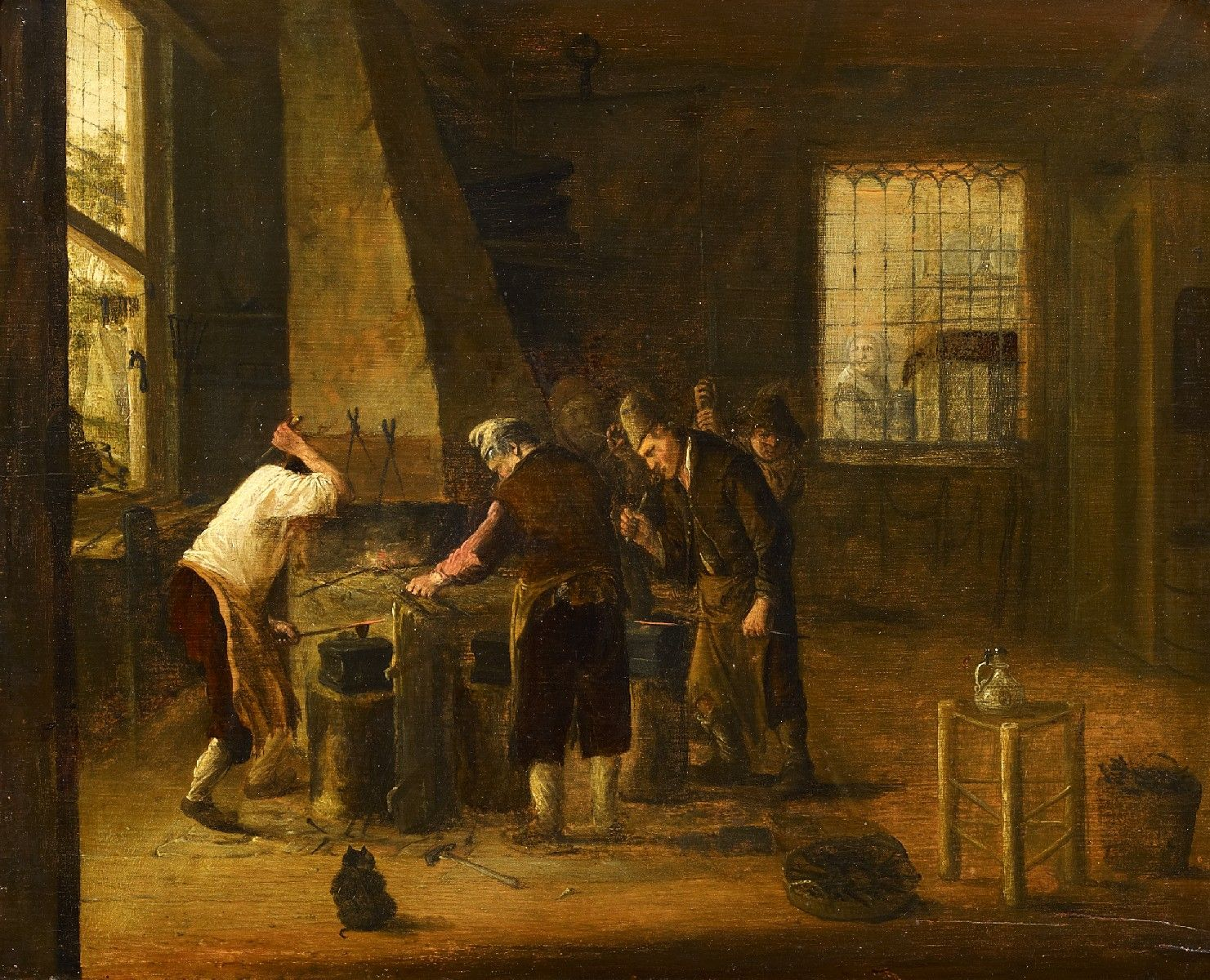
鍛冶屋(デッケルの工房の作品)

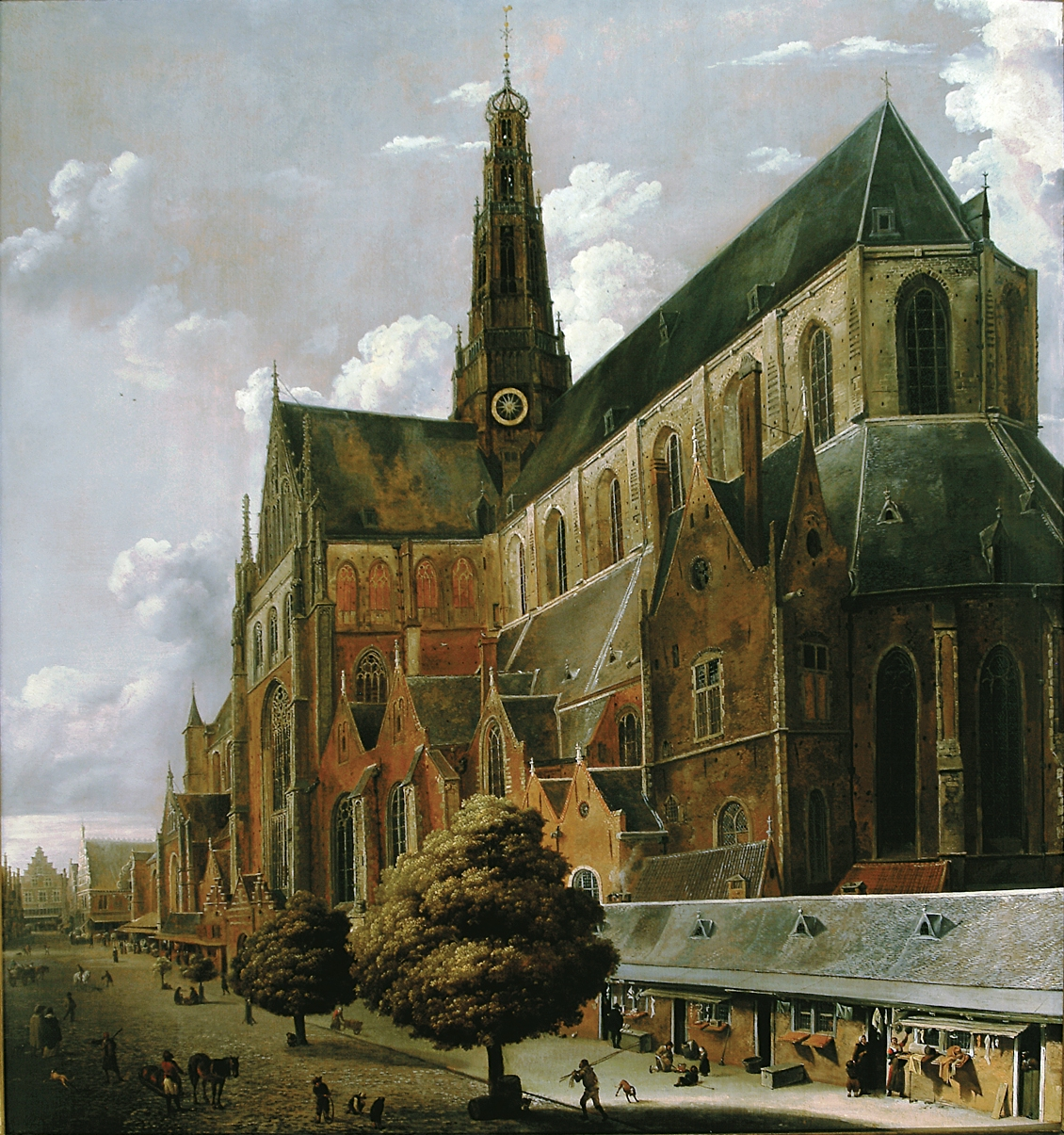
ハールレムのバフォ教会 (1658)
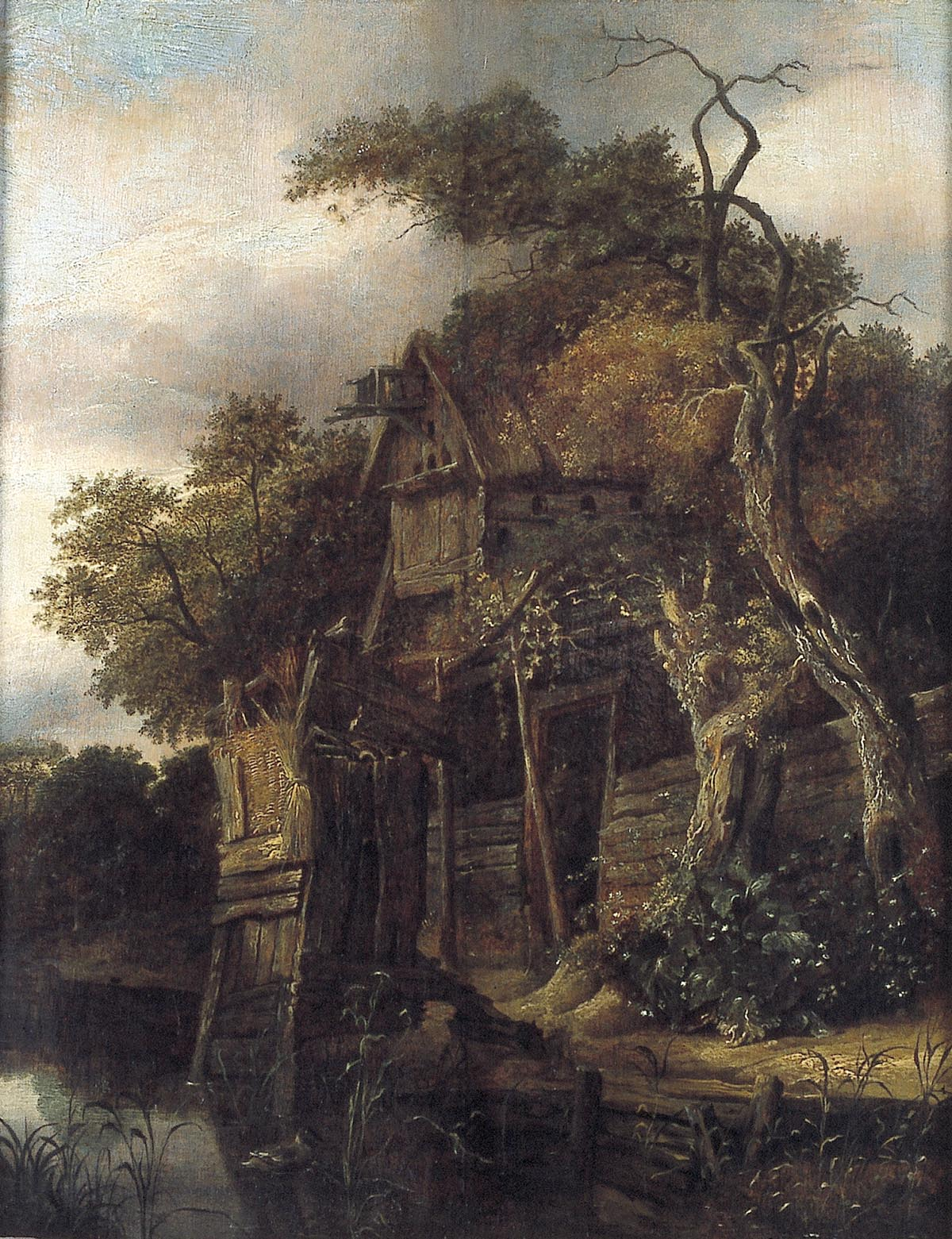
水辺の小屋の風景 アムステルダム国立美術館蔵
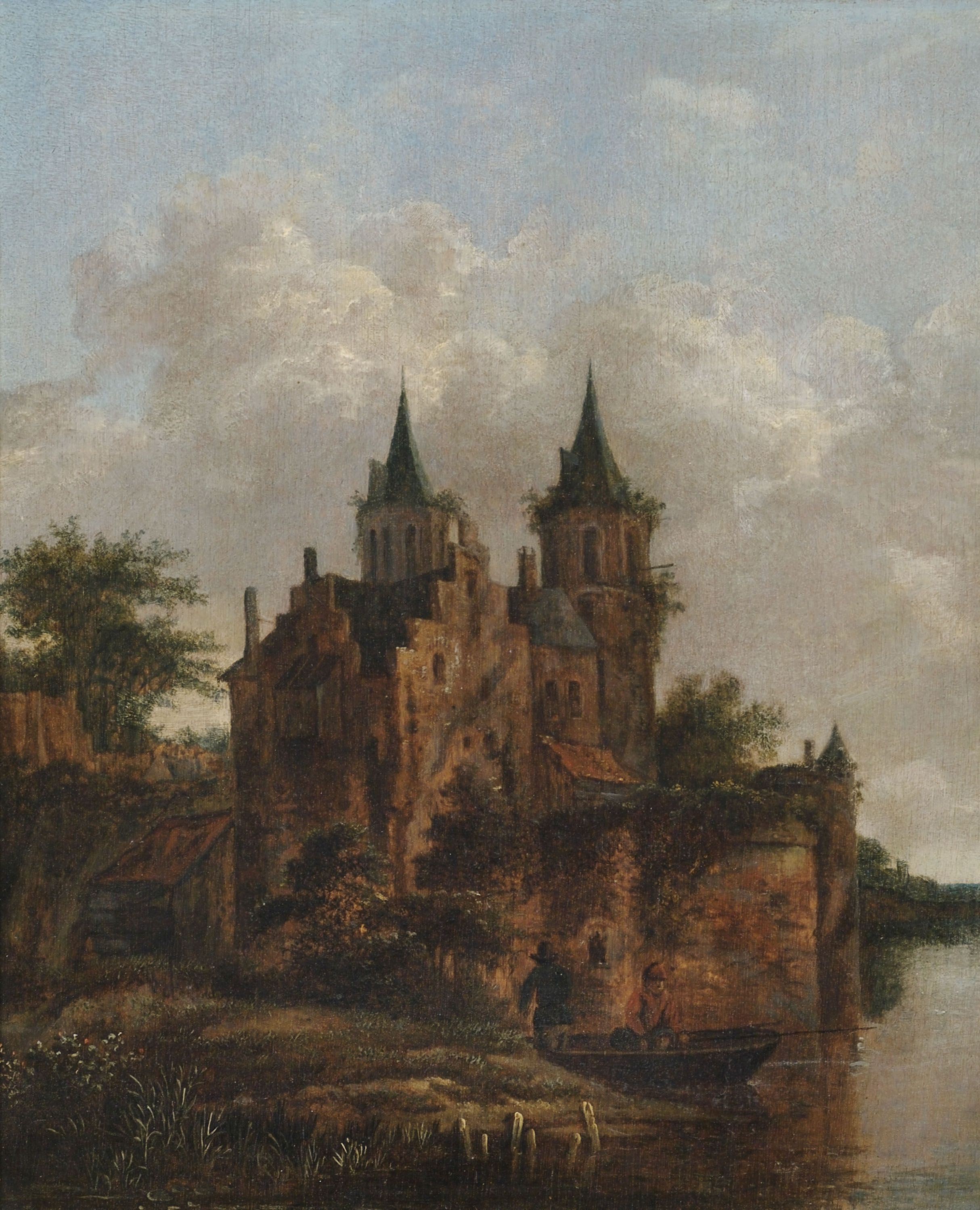
古い水上の城
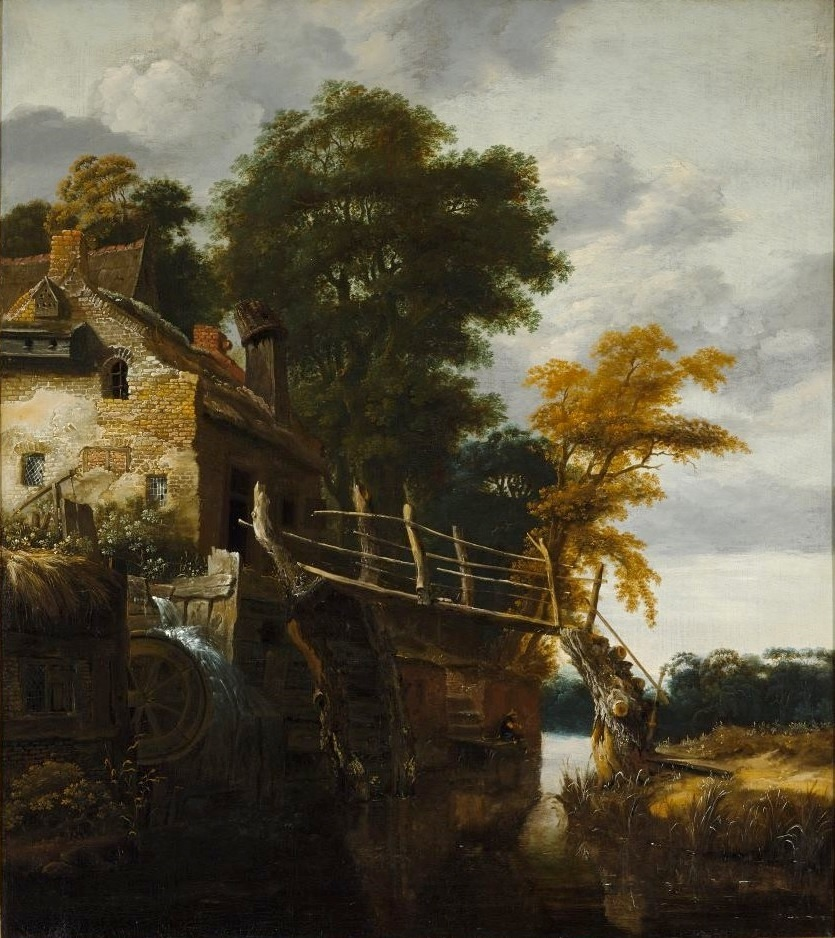
粉ひき所のある風景